# 補時
補時是一些採用計時的體育比赛中因各種原因而需要延長的時間。

## 足球
由於足球比賽中無論遇到入球、犯规、球员替換或球員受伤需要治疗等暫停比賽的情况时，都不會停止計時，而是将这些暫停比賽的时间累计，并在当前半场常规时间耗尽时补足。补上的时间称之为伤停补时，或简称补时。需要注意，补时与加时是完全不同的。在常规时间将尽时，场边的第四裁判会举牌提醒补时时间。除非遇到有球員需花長時間治理傷勢等极端情况，补时时间通常不超过10分钟，大多在5分钟以内。
計算補時時間是以半場為限，即下一个半场时间的计时起点不考虑之前半场的补时时间。（即无论上半场补时多少，下半场都是从45分钟开始计时。）
加时赛同样有补时时间，规则不变。另外加时赛上下半场的计时起点也不考虑之前的补时时间。（即无论下半场补时多少，加时赛上半场都是从90分钟开始计时；加时赛下半场亦同。）
裁判可根据场上实际情况适当延长（如补时时间内出现球員替換、入球或球员受伤需要治疗等情况）。如出现比赛双方无心恋战或比分较为悬殊等情况，裁判可能不安排补时或缩短补时时长。
补时时间内进球并不罕见。下半场补时时间若能攻入扳平或超前的进球，对方往往已经没有足够时间再反攻入球，便形成绝杀。

## 電動方程式
電動方程式中當出現全場黃旗或安全車而導致車手須暫停競逐時，也不會停止計時，首40分鐘內出現全場黃旗補時45秒，而安全車出場每滿60秒補45秒，總數最多不可超过10分钟，累計後在常规45分鐘时间耗尽时补足，補足後才進行最後一圈。在常规时间将尽时，賽事總監會通過無線電通知車手补时时间。
計算補時時間是以一個回合為限，即下一回合时间的计时起点不考虑之前一個回合的补时时间。（即无论第一回合补时多少，第二回合都是从45分钟开始计时）